# はぴぷり
『はぴぷり』は、高河ゆんによる日本の漫画。“はっぴーなぷりてぃちゃん”の略。 

## 概要
学習研究社の月刊幼児用教材「はなまるきっず はじめて」上に1999年5月号から2000年3月号まで、「はなまるきっず 4さい」上に2000年4月号から2001年3月号まで連載された。単行本全1巻が発売されている。

## ストーリー
羽生智科は、一児のヤンママでシングルマザー。愛娘の三日月は2歳になるのに、なぜかまだ言葉が話せない。しかし母親の愛情でもって、毎日起こるハプニングを二人して乗り越えていく。
サブタイトル
1. 5月のストロベリー
  - 苺が大好きな三日月は、農場で苺の穫り放題をした日、ご飯を食べず苺ばかり食べ、智科を困らせる。
2. 6月のアジサイ
  - 智科と三日月は、病院への定期検診の後、紫陽花を見に行く。三日月の雨合羽を着た姿はとても可愛らしく、智科は喜ぶ。
3. 7月のキャンディ
  - 智科の仕事の入金までの2週間、9千円で生活することになった。
4. 8月の(非)ダイエット
  - （描き下ろし4コマ漫画）二人は暑さで食欲が無くなり、アイスばかり食べてしまっていた。
5. 9月の熱
  - 扇風機に興味を持った三日月は、扇風機に物を入れてしまった。心配した智科は、扇風機をタンスの上に置いて出かけたのだが、帰ってみると三日月の前で扇風機が回っている。三日月はヌイグルミのクマが取ってきてくれたと伝える。
6. 10月の迷子
  - 智科は三日月のヌイグルミのクマを公園に忘れて帰ってしまった。必死で探すがクマを見つけられない。だが三日月は、クマが自分で帰って来ると伝える。
7. 11月の誕生日
  - 離婚した元夫の総一郎が、自分の誕生日を口実に突然訪ねて来た。
8. 12月の誕生日
  - 智科はクリスマスにまつわる思い出を回想する。
9. 1月の白い結晶
  - 正月明けに三日月の主治医の検診を受ける。智科は三日月の声を聞けない事を寂しく思う。鍋に火をかけたまま智科はうたた寝してしまうが、誰かが鍋の火を消していた。
10. 2月の雪ウサギ
  - スキー場へ来た智科と三日月。しばらくぶりにスキーを楽しむ智科に置いてけぼりにされた三日月は、智科から隠れてしまう。必死に三日月を探す智科を見て、三日月は初めて声を出す。
11. 3月の卒業
  - 来月から幼稚園。母子二人っきりは卒業。
12. 4月の旅立ち
13. 5月のライバル
14. 6月のバイキン
15. 7月のオトナ
16. 8月の冒険
17. 9月のおかゆ
18. 10月のハッピーかもしれない
19. 11月の記♥念♥写♥真（描き下ろし）
20. 12月の2大行事
21. 1月のウサギ
22. 2月の不思議なともだち
23. 3月のウェディング

## 主な登場人物
羽生智科（はにゅう ちか）
三日月の母親。母娘仲は良く、三日月がまだ言葉を話せない事を内心心配しているが、言葉がなくても娘とのコミュニケーションは全く問題ない。三日月の事は目に入れても痛くないほどかわいがっている。12月25日生まれ。
羽生三日月（はにゅう みかづき）
ちかの娘。いつもクマのぬいぐるみを抱えている。母親に似てガンコだが、その実母親の事は大好き。言葉が話せないのには秘密があり、ストーリーの中で明らかになっていく。12月25日生まれ。
総一郎（そういちろう）
離婚した智科の元夫。三日月の父親。
蝶子（ちょうこ）
三日月の幼稚園の同級生。

## 画集
YOUR EYES ONLY
『はぴぷり』に関連したイラストも収録されている。2005年7月9日発売。一迅社。ISBN 4-7580-3005-7

## 書誌情報
高河ゆん『はぴぷり』〈学習研究社・ピチコミックス〉
- 2001年12月発売、ISBN 4-05-602709-9